# Emil Edgar
Emil Edgar, vlastním jménem Emilian Kratochvíl (5. září 1884 Praha – 30. ledna 1963 Praha), byl český architekt, teoretik architektury a publicista.
Na základě jeho návrhu nechal evangelický sbor v Olomouci vypracovat projekt nového kostela. Podle jeho společného projektu s Františkem Sýkorou, ředitelem vinohradského hřbitova byl na kroměřížském hřbitově v roce 1930 založen urnový háj. V meziválečném období působil jako šéfredaktor Stavitelských listů.

## Publikace
- Zwei Kirchen und die Architektur. Wien 1909.
- Zodpovědnost umělecké výchovy. Praha 1910.
- Protestantismus a architektura. Praha 1912.
- Dary. Žižkov 1918.
- Živnostníci, seberme se!, 1919
- Obrana české vzdělanosti stavebně umělecké. 1946.